# Nicasio Hernández Luquero
Nicasio Hernández Luquero (Montejo de Arévalo, 12 de abril de 1884 - Arévalo, 4 de octubre de 1975) fue un escritor, poeta y traductor español.

## Biografía y obra
Hijo de militar, se formó en Arévalo y Ávila, iniciando estudios en Ingeniería de Montes en El Escorial, que no llegó a concluir. Llegado a Madrid en 1900, se hizo asiduo de tertulias y reuniones literarias, periodísticas y políticas, haciéndose conocido por sus artículos y crónicas que recibieron alabanzas de notables literatos como Ramón Gómez de la Serna. Llegó a estar procesado por rebelión durante el entorno de la Semana Trágica de Barcelona en 1909 por oponerse a la guerra. 
Fue conocido por su labor de traductor, destacando sus versiones de Marinetti y de Gabriele d'Annunzio, y por sus poesías, desperdigadas por la prensa y en diversas publicaciones, de tono más intimista y bucólico.